# Крукед-Лейк (тауншип, Миннесота)
Крукед-Лейк (англ. Crooked Lake) — тауншип в округе Касс, Миннесота, США. На 2000 год его население составило 498 человек.

## География
По данным Бюро переписи населения США площадь тауншипа составляет 93,5 км², из которых 77,8 км² занимает суша, а 15,7 км² — вода (16,76 %).

## Демография
По данным переписи населения 2000 года здесь находились 498 человек, 249 домохозяйств и 164 семьи.  Плотность населения —  6,4 чел./км².  На территории тауншипа расположено 1023 постройки со средней плотностью 13,1 построек на один квадратный километр. Расовый состав населения: 98,39 % белых, 0,60 % коренных американцев, 0,20 % азиатов и 0,80 % приходится на две или более других рас. Испанцы или латиноамериканцы любой расы составляли 0,40 % от популяции тауншипа.
Из 249 домохозяйств в 12,4 % воспитывались дети до 18 лет, в 63,9 % проживали супружеские пары, в 0,8 % проживали незамужние женщины и в 34,1 % домохозяйств проживали несемейные люди. 30,1 % домохозяйств состояли из одного человека, при том 15,7 % из — одиноких пожилых людей старше 65 лет. Средний размер домохозяйства — 2,00, а семьи — 2,45 человека.
13,1 % населения — младше 18 лет, 2,4 % — в возрасте от 18 до 24 лет, 14,1 % — от 25 до 44, 39,0 % — от 45 до 64, и 31,5 % — старше 65 лет. Средний возраст — 57 лет. На каждые 100 женщин приходилось 124,3 мужчин.  На каждые 100 женщин старше 18 приходилось 116,5 мужчин.
Средний годовой доход домохозяйства составлял 32 708 долларов, а средний годовой доход семьи —  40 625 долларов. Средний доход мужчин —  35 833  доллара, в то время как у женщин — 16 563. Доход на душу населения составил 21 294 доллара. За чертой бедности находились 2,1 % семей и 6,3 % всего населения тауншипа, из которых 6,1 % старше 65 лет.